# Drasteriodes medialis
Drasteriodes medialis là một loài bướm đêm trong họ Noctuidae.